# Recco
Recco (en ligur Recco) és un comune italià, situat a la regió de la Ligúria i a la ciutat metropolitana de Gènova. El 2011 tenia 10.091 habitants.

## Geografia
Es troba a la Riviera del Llevant, a l'est de Gènova. Té una superfície de 9,77 km² i les frazioni de Carbonara, Collodari, Corticella, Cotulo, Liceto, Megli, Mulinetti, San Rocco i Verzemma. Limita amb les comunes d'Avegno, Camogli, Rapallo i Sori.

## Ciutats agermanades
- Ponte di Legno, Itàlia